# Stallungen und Reithalle des Schlosses Eisgrub

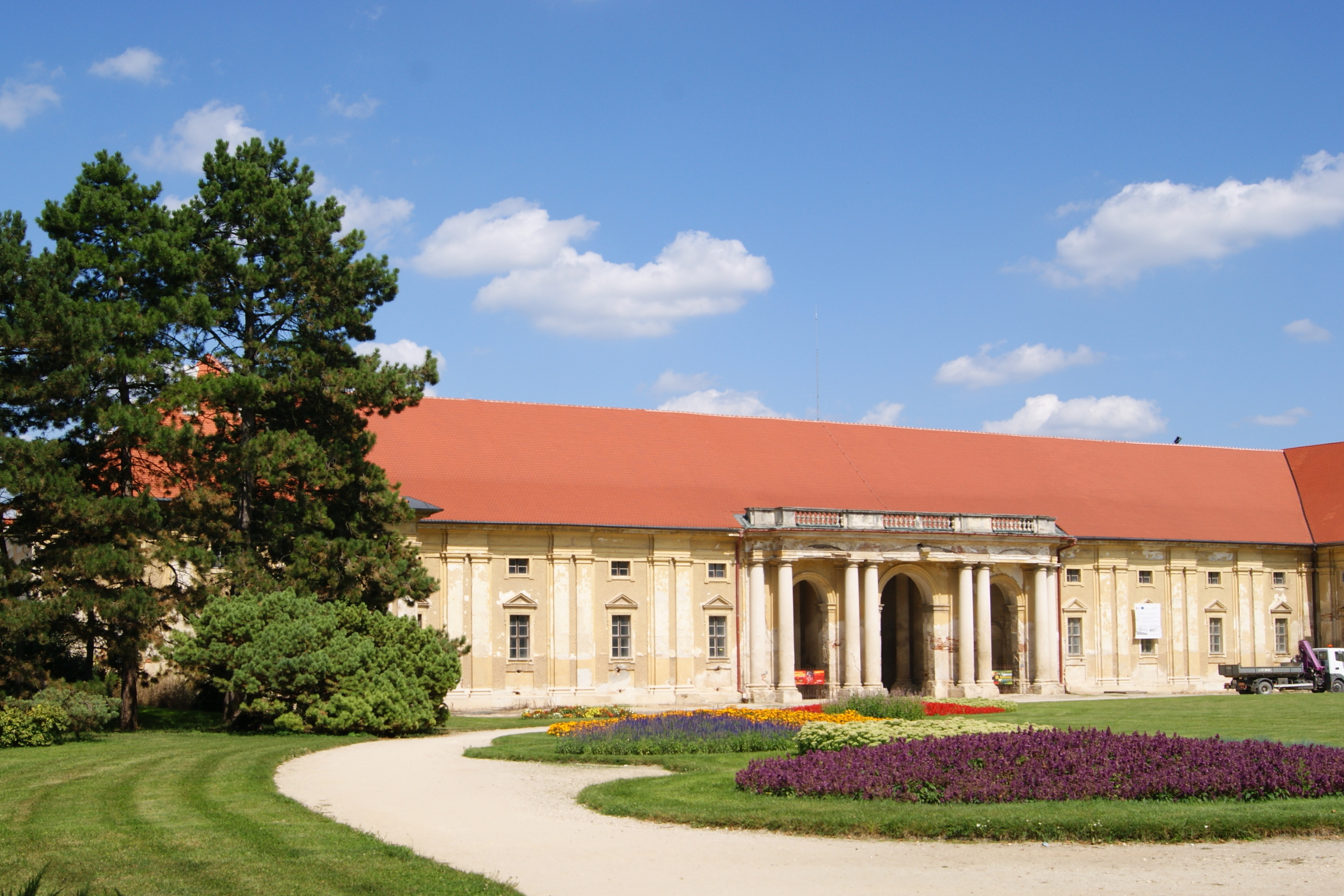
Haupteingang, Südflügel

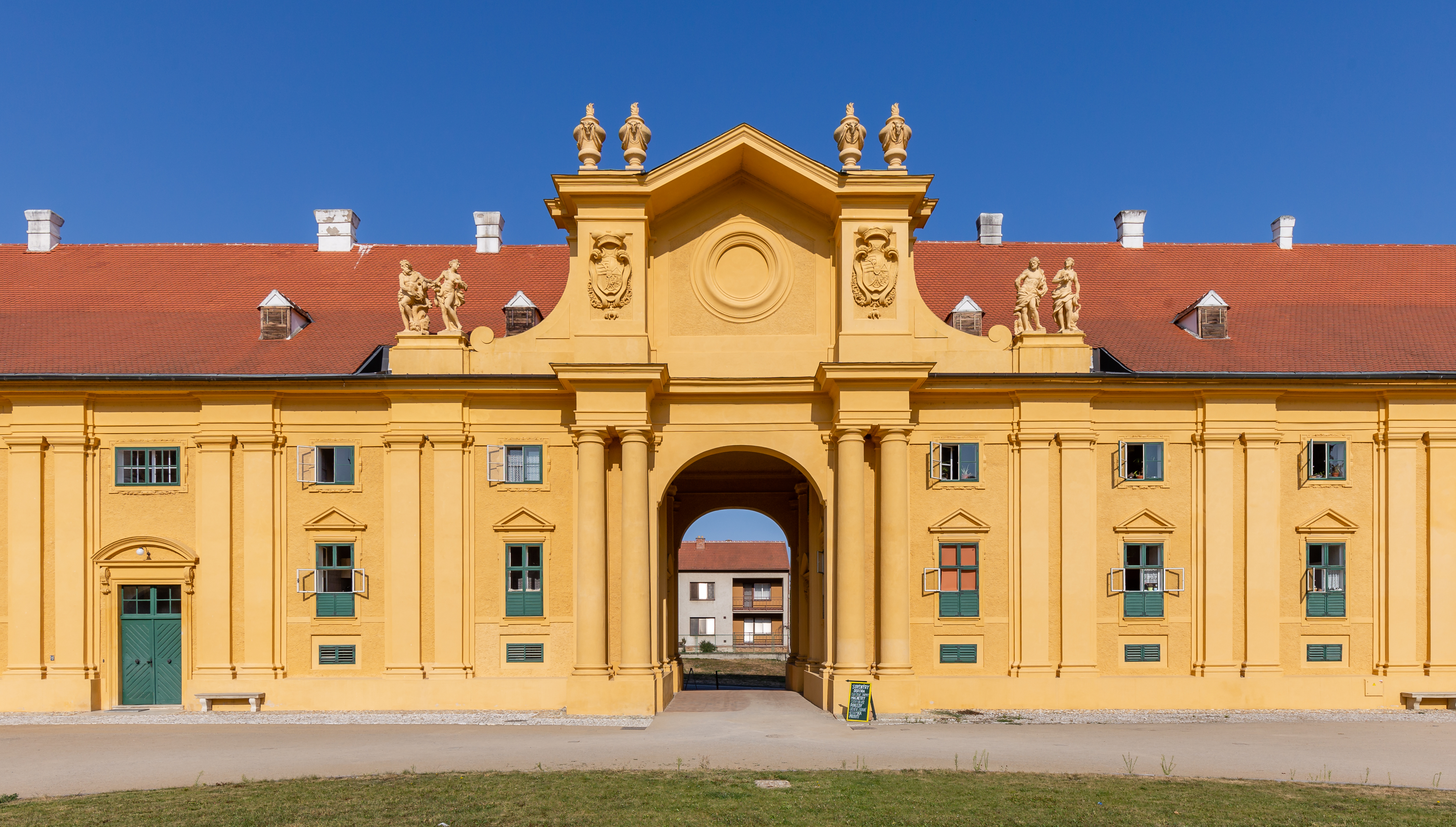
Hofansicht, Westflügel

Die Stallungen und Reithalle des Schlosses Eisgrub (heute: Lednice) wurden von Johann Bernhard Fischer von Erlach um 1690 geplant. Sie sind zusammen mit Schloss Lednice heute Bestandteil des UNESCO-Welterbes Kulturlandschaft Lednice-Valtice.

## Geografische Lage
Der Komplex liegt nordwestlich des Schlosses Eisgrub in der Gemeinde Ledice.

## Gebäude
Die Anlage ist quadratisch mit vier Flügeln um einen Innenhof konzipiert. Dabei sind die nach innen, zum Hof gerichteten Fassaden in höherem Maße durchgestaltet als die nach außen gerichteten. Von diesen wurde nur die südliche, zum Wirtschaftshof gelegene, architektonisch gestaltet, die anderen erhielten kaum Schmuck. Die Ställe sind dreischiffig: Ein mittlerer Versorgungsgang trennte die beiden seitlichen Bereiche, in denen die Pferde standen. Die Schiffe wurden durch Arkaden, die auf toskanischen Säulen ruhen, getrennt.
Der Figurenschmuck an der Reithalle zeigt vier Paare Götter und Heroen der Antike: Herkules / Hebe, Apollon / Diana, Neptun / Venus und Jupiter / Juno, Allegorien der (damals bekannten) vier Erdteile Europa / Asien, Afrika / Amerika und die personifizierten vier Jahreszeiten.

## Geschichte
Auftraggeber war Fürst Johann I. Adam (1662–1712) von Liechtenstein, der seit 1684 den Familienbesitz verwaltete. Das Vorgängergebäude war Teil eines langen Wirtschaftsflügels gewesen, der sich westlich des Schlosses erstreckte. Hier verblieben auch die „Winterställe“. Die Planungen begannen 1687 unter Johann Bernhard Fischer von Erlach, gebaut wurde dann abschnittsweise von 1688 bis 1701, wobei fertiggestellte Abschnitte sofort in Nutzung genommen wurden, während an anderer Stelle weiter gebaut wurde:
- Die Reithalle – der besonders prächtig gestaltete Südflügel mit repräsentativem Portal – wurde noch vor 1690 nach Plänen von Johann Bernhard Fischer von Erlach fertiggestellt, der aber nicht bis zum Abschluss des Projekts daran beteiligt war. Nachdem die Seitenflügel angebaut waren, wurde die Reithalle um 1700 noch einmal umgestaltet.[1]
- Der Ostflügel wurde ab 1693 errichtet und enthielt zwei große Ställe.[3] Der südliche Teil dieses Flügels wurde nach 1819 durch Franz Engel noch einmal umgebaut und verlor dabei seinen barocken Skulpturenschmuck.[1]
- Ab 1695 entstand der Westflügel, in dem auch das Personal untergebracht war.[1]
- Der ursprünglich geplante Nordflügel wurde nicht mehr gebaut. Die so bestehende „Baulücke“ wurde in den 1780er Jahren durch zwei kurze Flügel nur teilweise geschlossen, die jeweils an den West- und den Ostflügel angebaut wurden, in der Mitte aber nicht aufeinanderstoßen, sondern weiterhin eine Lücke lassen.[1]

Nach 1690 – Fischer von Erlach war inzwischen in kaiserliche Dienste getreten – kam es zum Zerwürfnis mit Fürst Johann Adam I. Der Fürst wollte „moderner“ bauen und engagierte Domenico Martinelli, der sich nun – neben den Liechtensteiner Palästen in Wien – auch um die Arbeiten an Stallungen und Reithalle des Schlosses Eisgrub kümmerte. Auch die Umgestaltung der Eingangsportale der Reithalle  und der Figurenschmuck entstanden 1700/1701 unter seiner Leitung durch Giovanni Giuliani und Bendikt Sondermayer.

## Wissenswert
Die Ausführung der Stallungen war so prächtig, dass sie auch als „Pferdeschloss“ bezeichnet wurden.